# Dawn of the 5th Era
Dawn of the 5th Era är det finländska melodisk death metal-bandet Mors Principium Ests femte studioalbum, utgivet i december 2014 på AFM Records och i Japan på Avalon månaden innan.
"Monster in Me" släpptes som singel i januari 2015 och fick även en musikvideo, bandets första. 

## Låtlista
1. "Enter the Asylum" (instrumental) – 1:32
2. "God Has Fallen" – 4:27
3. "Leader of the Titans" – 5:23
4. "We Are the Sleep" – 5:59
5. "Innocence Lost" – 3:54
6. "I Am War" – 4:35
7. "Monster in Me" – 4:38
8. "Apricity" (instrumental) – 2:37
9. "Wrath of Indra" – 3:59
10. "The Journey" – 5:09
11. "The Forsaken" – 6:07

Bonusspår på den japanska utgåvan
1. "California Dreamin'" (The Mamas & the Papas-cover) – 2:20

## Medverkande
Musiker
- Ville Viljanen – sång
- Andy Gillion – gitarr, programmering, piano
- Kevin Verlay – gitarr
- Teemu Heinola – basgitarr
- Mikko Sipola – trummor

Produktion
- Andy Gillion – producent, inspelningstekniker
- Ville Viljanen – producent
- Teemu Heinola – inspelningstekniker (trummor och sång)
- Thomas "Plec" Johansson – mixning, mastering
- Jan Yrlund – logotyp
- Alexander von Wieding – albumkonst, design